# Pawłowo Skockie
Pawłowo Skockie (prononciation : [paˈvwɔvɔ ˈskɔt͡skʲɛ]) est un village polonais de la gmina de Skoki dans le powiat de Wągrowiec de la voïvodie de Grande-Pologne dans le centre-ouest de la Pologne.
Il se situe à environ 9 kilomètres au sud-est de Skoki (siège de la gmina), 23 kilomètres au sud de Wągrowiec (siège du powiat), et à 30 kilomètres au nord-est de Poznań (capitale de la Grande-Pologne).
Le village possédait une population de 400 habitants en 2010.

## Histoire
De 1975 à 1998, le village faisait partie du territoire de la voïvodie de Poznań.

Depuis 1999, Pawłowo Skockie est situé dans la voïvodie de Grande-Pologne.